# Wang Changhao
Wang Changhao (chinesisch 王长浩; * 1. August 2002) ist ein chinesischer Schwimmer. Er gewann bei Olympischen Spielen eine Goldmedaille. Bei Weltmeisterschaften erhielt er auf der 50-Meter-Bahn bis 2024 einmal Silber. Bei Asienspielen erschwamm er zwei Goldmedaillen und eine Silbermedaille.

## Sportliche Karriere
Wang Changhao begann im Alter von fünf Jahren mit dem Schwimmen.
Sein internationales Debüt gab er bei den Kurzbahnweltmeisterschaften 2021 in Abu Dhabi. Bei seinen Einzelstarts schied er im Vorlauf aus. Mit der 4-mal-100-Meter-Freistilstaffel und mit der 4-mal-50-Meter-Freistilstaffel belegte er jeweils den fünften Platz. 2022 bei den Weltmeisterschaften in Budapest wurde er Achter mit der 4-mal-100-Meter-Lagenstaffel. Ebenfalls Achter wurde er mit der 4-mal-100-Meter-Mixed-Freistilstaffel.
2023 bei den Weltmeisterschaften in Fukuoka wurden Pan Zhanle, Chen Juner, Wang Changhao und Wang Haoyu Vierte in der 4-mal-100-Meter-Freistilstaffel mit einer halben Sekunde Rückstand auf die Medaillenränge. Die 4-mal-100-Meter-Lagenstaffel mit Xu Jiayu, Yan Zibei, Sun Jiajun und Wang Haoyu erreichte das Finale mit der viertschnellsten Vorlaufzeit. Im Endlauf schwammen Xu Jiayu, Qin Haiyang, Wang Changhao und Pan Zhanle fast drei Sekunden schneller und wurden Zweite hinter der US-Staffel. Alle sieben beteiligten chinesischen Schwimmer erhielten eine Silbermedaille. Ab Ende September 2023 wurden in Hangzhou die Asienspiele 2022 abgehalten. Wang Changhao wurde über 100 Meter Schmetterling Zweiter hinter dem Japaner Katsuhiro Matsumoto. Er schwamm in der siegreichen 4-mal-100-Meter-Lagenstaffel und wurde im Vorlauf der siegreichen 4-mal-100-Meter-Freistilstaffel eingesetzt. Über 50 Meter Schmetterling wurde er Vierter.
2024 bei den Olympischen Spielen in Paris schied Wang Changhao über 100 Meter Schmetterling im Vorlauf aus. Die chinesische 4-mal-100-Meter-Lagenstaffel mit Xu Jiayu, Qin Haiyang, Sun Jiajun und Pan Zhanle erschwamm die Goldmedaille, im Vorlauf war Wang Changhao statt Sun Jiajun auf der Schmetterlingslage geschwommen.